# 楊烈 (北朝)
楊烈（?—?），北魏时武川鎮人，隋文帝楊堅曾祖父。

## 生平
曾祖父杨铉为前燕北平郡太守，祖父杨元寿在北魏初年，为武川镇司马，搬家到神武树颓县。父亲杨惠嘏，为北魏太原郡守。杨烈官至龙骧将军、太原郡守。其子杨祯因为军功为建远将军。孙楊忠。隋文帝追封杨烈为皇曾祖康王。
皇曾祖康王神室歌辞：“皇条俊茂，帝系灵长。丰功叠轨，厚利重光。福由善积，代以德彰。严恭尽礼，永锡无疆。”

## 家庭

### 父
杨惠嘏，官至太原郡守，隋朝尊为皇高祖太原府君。皇高祖太原府君神室歌辞：“缔基发祥，肇源兴庆。乃仁乃哲，克明克令。庸宣国图，善流人咏。开我皇业，七百同盛。”

### 子
- 杨祯
- 杨爱敬，楊弘的祖父[2]